# Distrito Escolar de Escuelas Preparatorias de Fremont Union

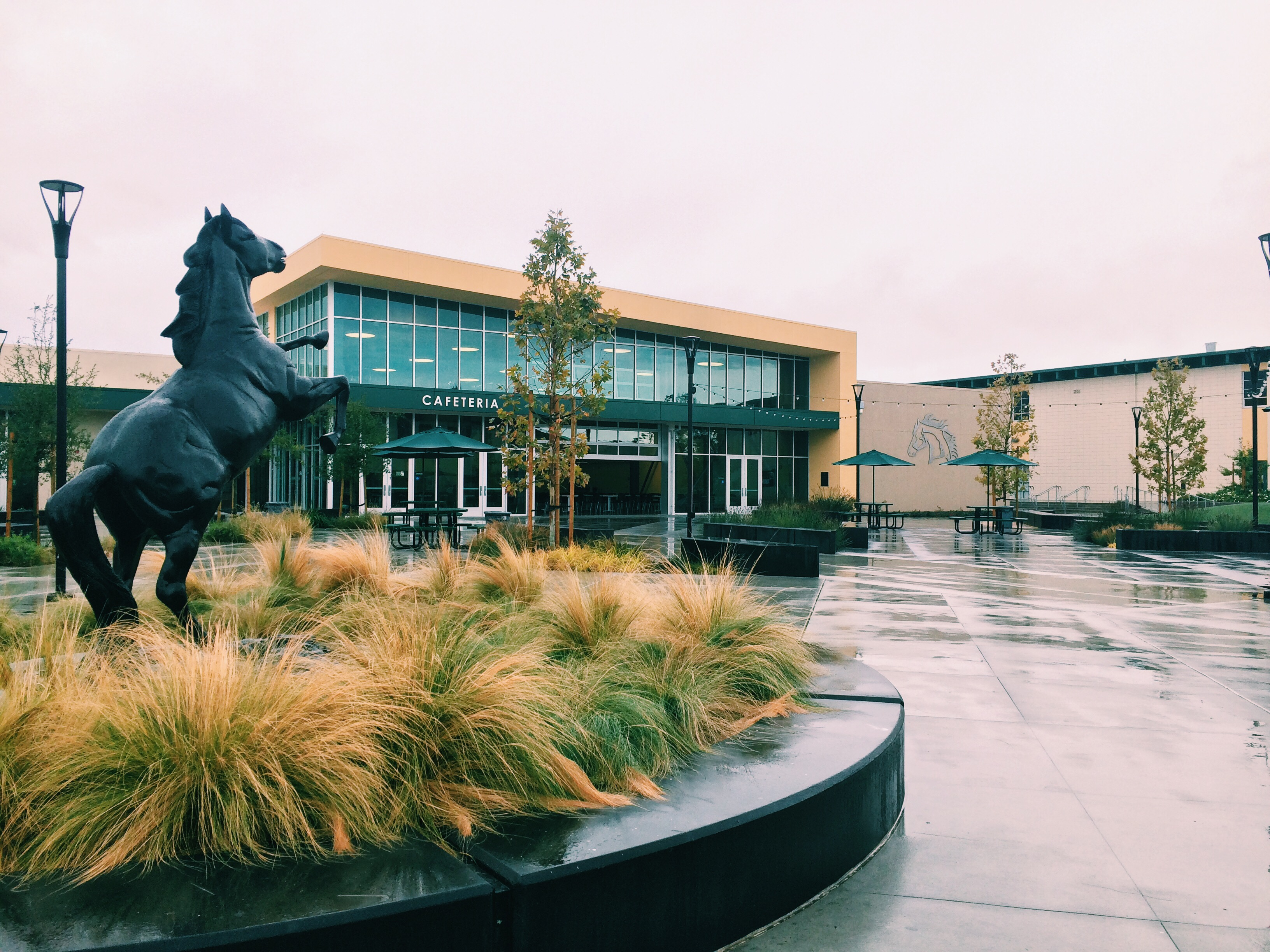
Homestead High School

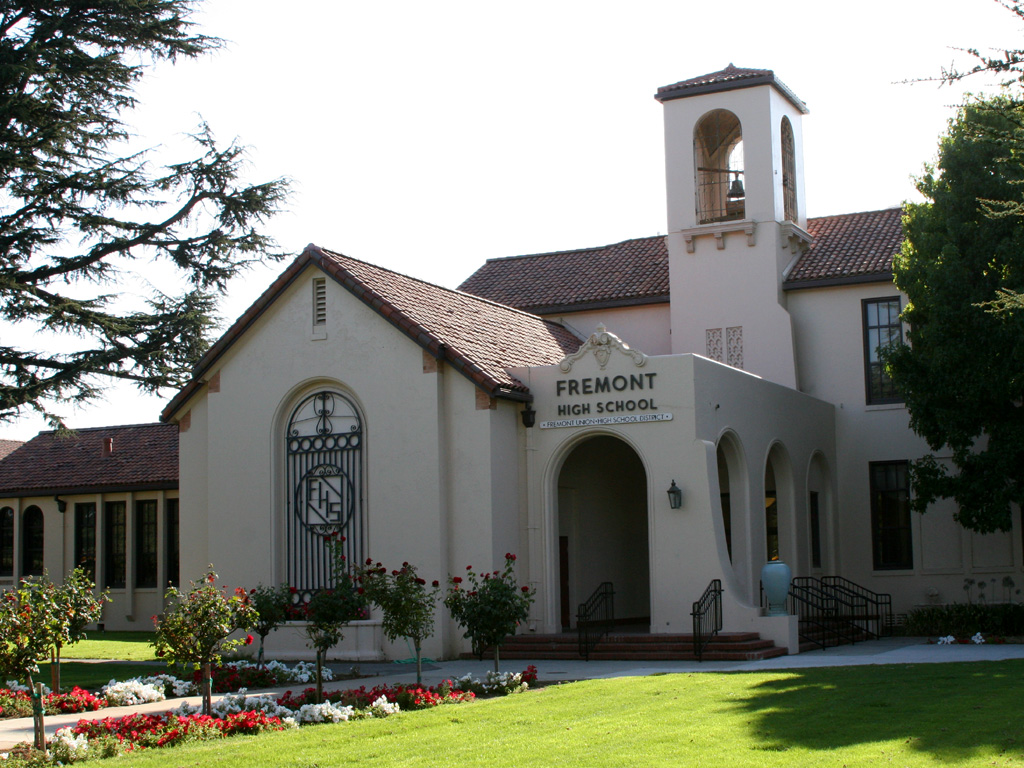
Fremont High School

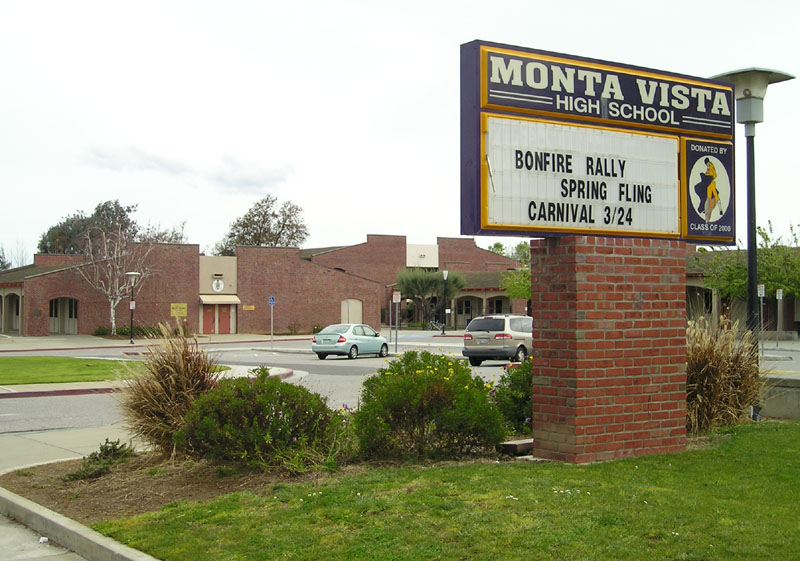
Monta Vista High School

El Distrito Escolar de Escuelas Preparatorias de Fremont Union (Fremont Union High School District, FUHSD) es un distrito escolar de California. Tiene su sede en Sunnyvale. El consejo escolar tiene un presidente, un vicepresidente, un secretario, y tres miembros.

## Escuelas preparatorias
- Cupertino High School
- Fremont High School
- Homestead High School
- Lynbrook High School
- Monta Vista High School